# Uraniano

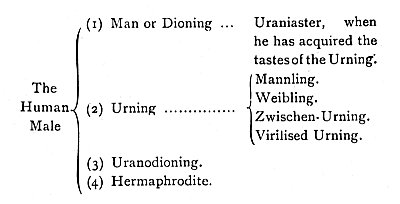
Extraído do livro A Problem in Modern Ethics (1891) de John Addington Symonds'. "Uraniano" traduz por "Urning" ou "Uranian" em inglês.

Uraniano é um termo do século XIX que se referia a homens homossexuais. O termo foi publicado pela primeira vez pelo ativista Karl Heinrich Ulrichs (1825-1895) em uma série de cinco livretos (1864-65) coletados sob o título Forschungen über das Räthsel der mannmännlichen Liebe ("Pesquisa sobre o enigma do amor entre homens"). O termo Uraniano (Urning, em alemão) deriva do deus grego Urano e do mito do nascimento da deusa Afrodite Urânia, que foi criada a partir do deus testículos de Urano, sem a participação de uma genitora. Já o termo Dioniano (Dioning, em alemão), está relacionada ao mito do nascimento de Afrodite Dioneia, que tem a deusa Dione como mãe. A partir disso, Ulrichs propõe a aplicação do termo "uraniano" para o desejo homossexual, enquanto "dioniano" se aplicaria ao desejo heterossexual. Ulrichs desenvolveu sua terminologia antes do primeiro uso público do termo homossexual, que apareceu em 1869 em um panfleto publicado anonimamente por Karl-Maria Kertbeny (1824-82).
O termo uraniano foi rapidamente adotado pelos defensores da emancipação homossexual em língua inglesa na era vitoriana, como Edward Carpenter e John Addington Symonds, que o usaram para descrever um amor fraternal que traria a verdadeira democracia, unindo as "estranhas fileiras da sociedade "e quebrando barreiras de classe e gênero. Oscar Wilde escreveu a Robert Ross em uma carta sem data (?18 de fevereiro de 1898): "Ter alterado minha vida seria admitir que o amor uraniano é ignóbil. Eu considero isso nobre - mais nobre do que outras formas."
O termo também ganhou popularidade entre um grupo que estudou Clássicos e se envolveu com poesia pederástica dos anos 1870 aos 1930. Os escritos deste grupo são agora conhecidos pela frase poesia uraniana. A arte de Henry Scott Tuke e Wilhelm von Gloeden também é às vezes chamada de Uraniana.

## Etimologia

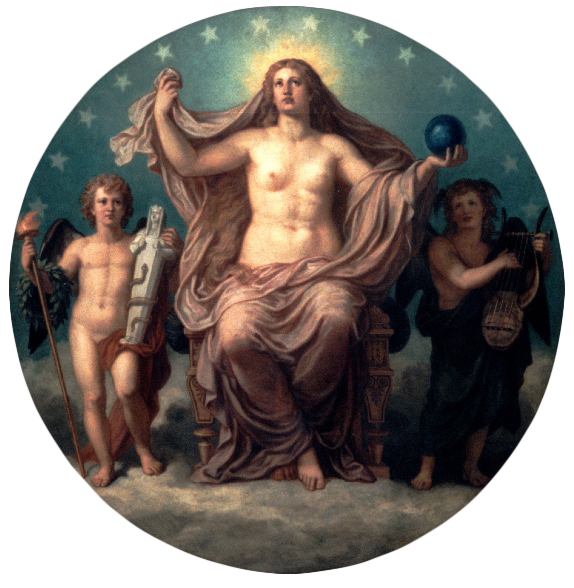
Afrodite Urânia, a deusa de cujo nome Ulrichs derivou o termo Urning para homossexuais

A própria palavra alude ao Banquete de Platão, uma discussão sobre Eros. Nesse diálogo, Pausânias distingue dois tipos de amor, simbolizados por dois relatos diferentes do nascimento de Afrodite, a deusa do amor. Em um, ela nasceu de Urano (os céus), um nascimento no qual "a fêmea não tem parte". Esta Afrodite Uraniana está associada a um nobre amor pelos jovens do sexo masculino e é a fonte do termo Urning de Ulrichs. Outro relato tem Afrodite como filha de Zeus e Dione, e essa Afrodite é associada a um amor comum que "tanto pode ser das mulheres como dos jovens, e é mais do corpo do que da alma". Depois de Dione, Ulrichs deu o nome de Dioning aos homens que se sentem sexualmente atraídos por mulheres. No entanto, ao contrário do relato de Platão sobre o amor masculino, Ulrichs entendeu os Urning masculinos como essencialmente femininos e os Dioning masculinos como sendo de natureza masculina.
John Addington Symonds, que foi um dos primeiros a adotar o termo uraniano na língua inglesa, era aluno de Benjamin Jowett e estava muito familiarizado com o Banquete.

## Desenvolvimento de esquema de classificação para tipos sexuais
Ulrichs veio a entender que nem todas as pessoas de corpo masculino com atração sexual por homens eram de natureza feminina. Ele desenvolveu um eixo triplo mais complexo para compreender a variação sexual e de gênero: orientação sexual (atraída por homens, bissexuais ou mulheres), comportamento sexual preferido (passivo, sem preferência ou ativo) e características de gênero (feminino, intermediário, ou masculino). Os três eixos estavam geralmente, mas não necessariamente, ligados - o próprio Ulrichs, por exemplo, era um Weibling (homossexual feminino) que preferia o papel sexual ativo.

### Taxonomia deUranismus
Nestes termos, -in é um sufixo alemão comum que geralmente significa "feminino".
1. Urning: Uma pessoa designada masculina ao nascer com uma psique feminina, cuja principal atração sexual é por homens.
2. Urningin (ou ocasionalmente as variantes Uranierin, Urnin e Urnigin): Uma pessoa designada feminina no nascimento com uma psique masculina, cuja principal afeição sexual é por mulheres.
3. Dioning: Um homem heterossexual masculino.
4. Dioningin: uma mulher heterossexual e feminina.
5. Uranodioning : um homem bissexual.
6. Uranodioningin: uma mulher bissexual.
7. Zwitter: intersexo.

Urningthum, "homossexualidade masculina" (ou urnische Liebe, amor homossexual) foi expandido com os seguintes termos:
- Mannling: muito masculino, exceto pela psique feminina e desejo sexual por homens afeminados ("butch gay")
- Weibling: feminino na aparência, comportamento e psique, com um impulso sexual para os homens masculinos ("rainha")
- Manuring: feminino na aparência e comportamento, com uma psique masculina e um impulso sexual para as mulheres ("homem heterossexual feminino")
- Zwischen-Urning: homem adulto que não é masculino ou feminino com um impulso sexual para jovens 'rapazes' normais (Bursche).[2]
- Conjuntivo, com sentimentos ternos e apaixonados pelos homens
- Disjuntiva, com sentimentos ternos pelos homens, mas sentimentos apaixonados pelas mulheres ("homorromântico heterossexual")
- Virilisierte Mannlinge: Urnings masculinos que aprenderam a agir como Dionings, pela força ou hábito ("gay que age como heterossexual")
- Uraniaster ou uranisierter Mann: um dionismo engajado na homossexualidade situacional (por exemplo, na prisão ou no exército)